# Folyamkilométer

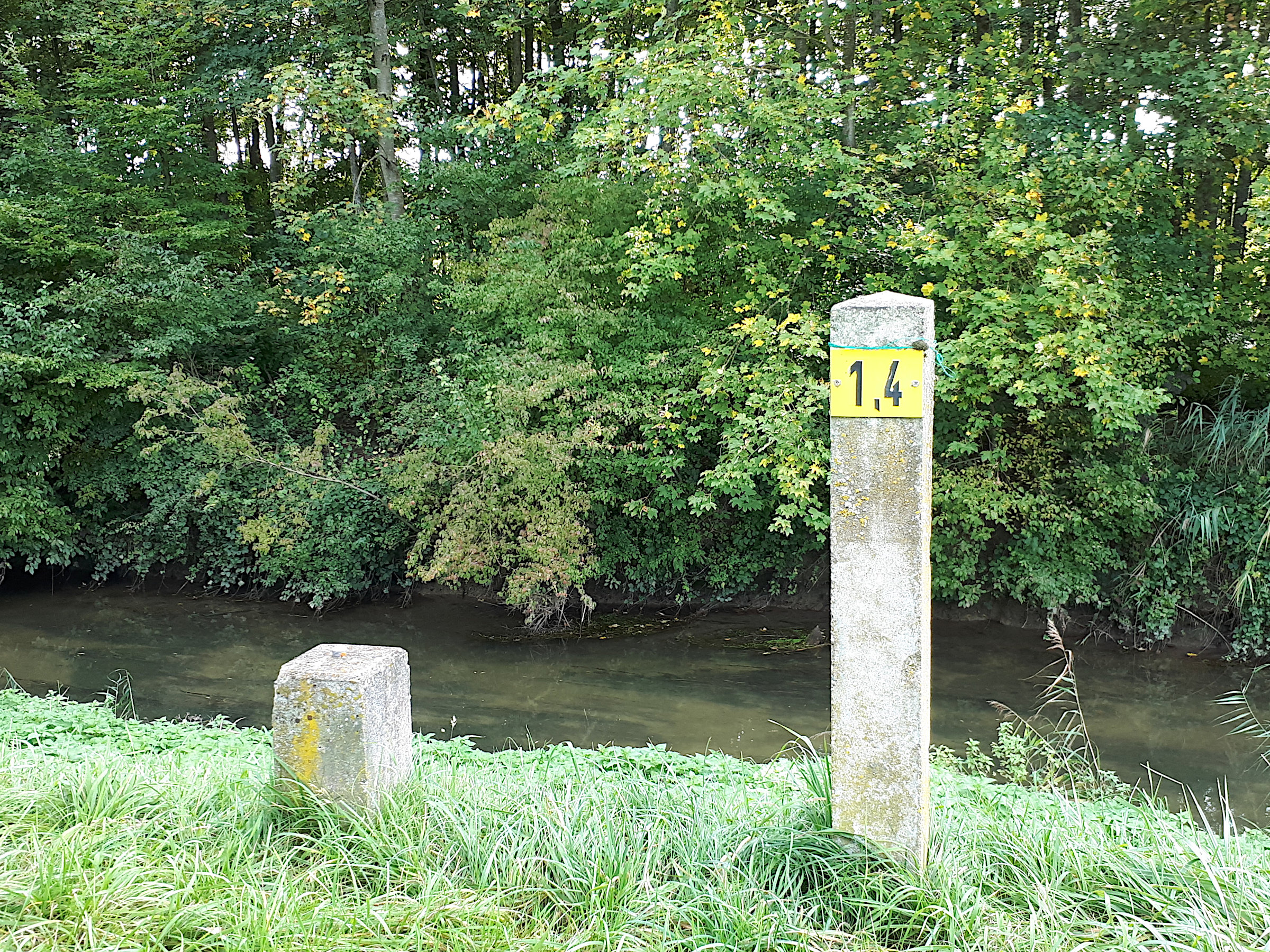
Az 1,4 fkm-jelzés a bajorországi Kessel-patak partján, Donauwörthnél

A folyamkilométer vagy folyókilométer (fkm) vízügyi, folyamhajózási alapfogalom. Jelentése: a folyam, folyó vagy csatorna középvonalán a torkolattól – mint kiindulási ponttól – a vízfolyással ellentétes irányban mért távolság km-ben megállapított értéke. Értékét a hajózásban 1 tizedesértékig szokás megadni.
Mellékág esetén – ha az hajózható – annak folyamkilométerét az ágak összefolyásától számítják (példa Budapest közelében a Szentendrei Duna-ág, ami a Szentendrei-sziget déli csücskétől indul, nulla értékkel, ami észak felé növekszik). Hasonló a helyzet a folyók összefolyásánál, ahol a kisebb folyó folyamkilométer-számítása az összefolyástól nullával indul.
A folyamkilométer értéke rögzített, azon egyáltalán nem módosítanak – hiszen egy ilyen módosítás a folyó felső folyásának irányában az összes folyamkilométer-érték megváltoztatásával járna. Mivel egy hosszabb folyó több országon is áthalad, a folyamkilométerek értelemszerűen nem egy adott országra korlátozódnak, hanem a folyam egészére vonatkoznak (tehát nincs lenullázva az országhatárnál).

## Használata
A navigációs térképek, hajózási térképek (a vízitúrázó térképek is) és a topográfiai térképek általában feltüntetik a folyamkilométer-pontokat, illetve azok számszerű értékeit. A folyamkilométer jelzésére a parton erre a célra szolgáló szabványos táblákat helyeznek el az erre alkalmas helyeken (de a táblák között nagyobb kihagyások vannak).
A folyamkilométer értékét használják egy-egy vízparton álló építmény földrajzi helymeghatározásához. Ilyen hely például a kikötő, rakodóhely, híd, zsilip, komp, vízállásmérő-hely, szennyvíztisztító-telep vagy egyéb vízbefolyás, de lehet a túrázók számára fontos túrázóhely vagy ivóvíz-vételezési hely is. 
Szóbeli közlés esetén meg kell nevezni a folyót, amire vonatkozik, pl. „A Duna vízállása xxxx fkm-nél…”.